# Javier del Arco de Izco
Javier del Arco de Izco (Barcelona, 17 de abril de 1946 – 14 de enero de 2013) fue un ingeniero, editor, periodista, fotógrafo y escritor en castellano y catalán, especializado en automovilismo. Considerado una autoridad en la materia,  publicó numerosas obras de referencia y colaboró con varias publicaciones especializadas. Entre el 1969 y el 1994 cubrió 185 Grandes Premios de Fórmula 1, además de carreras de todo tipo. Creó y dirigió la revista y el anuario especializados 4 Tiempos y escribió obras que se han convertido en clásicos sobre la historia de los deportes del motor en Cataluña, como por ejemplo los dos volúmenes sobre el circuito de Montjuic, publicados por el RACC y la Fundación Can Costa en 2000 y 2004, respectivamente.
Residente en Cabrils (Maresme) durante sus últimos años de vida, murió a los 66 años después de una larga dolencia, a los pocos años de haber empezado a sufrir los efectos del Parkinson.

## Trayectoria
Titulado en ingeniería industrial y ciencias de la información, Javier del Arco fue redactor jefe de la revista Fórmula (1971-1975) y de Solo Auto Actual (1987-1991). El 1973, fue el primer periodista español en ingresar en la International Racing Press Association. Creó y dirigió la revista 4 Tiempos (1979-1980) y el anuario del mismo nombre (1981-1987). Fundó también una editorial familiar, Arcrís Ediciones (acrónimo de su apellido y el de su mujer, Cristià), desde la cual publicó obras como por ejemplo Ricart - Pegaso: La Pasión del Automóvil de Carlos Mosquera y Enrique Coma-Cros (1998).
A lo largo de los años, escribió varias obras históricas por encargo del RACC, como por ejemplo «Historia del automovilismo en Cataluña» (1990), «40 años de historia del automovilismo en el circuito de Montjuic, 1933-1975» (2000, el título que él más valoraba de toda su obra) y «55 años de historia del motociclismo en el circuito de Montjuic, 1932-1986» (2004). Colaboró también en el apartado deportivo de «RACC ciento años de pasión, 1906-2006» (2006). El 2007, el RACC reconoció su obra dedicándole un homenaje en su sede central de Barcelona y haciéndole entrega del casco de plata.

## Obras
Javier del Arco es especialmente recordado por su monumental historia de las carreras en el circuito de Montjuic, con sendos tomos de 600 páginas dedicados a los coches (2000) y a las motos (2004), escritos los dos mientras empezaba a estar afectado de Parkinson. Fue el autor también de otras muchas obras de referencia, entre las cuales hay:
- En castellano:
  - A 200 por hora (1975 y 1977), con Jaime Alguersuari
  - Conducción deportiva del automóvil (1976), con Mario Poltronieri
  - Conocimientos básicos de tu automóvil (1982), con Clifford M. Tempest
  - Cuatro tiempos. Libro del año del automovilismo deportivo (1983)
  - Libro del año 1983-84 del automovilismo deportivo 4 tiempos (1984)
  - 40 años de historia del automovilismo en el circuito de Montjuic (2000)
  - 55 años de historia del motociclismo en el circuito de Montjuic (2004)
  - El anuario de la Fórmula 1, 2004-2005 (2005), con Jordi Camp y José Ramón Galán

- En catalán:
  - Història de l'automobilisme a Cataluña (1990)
  - RACC, cent anys de passió, 1906-2006 (2006), con Gabriel Pernau
  - La colecció (2008)